# Kenchanahalli, Arsikere
Kenchanahalli là một làng thuộc tehsil Arsikere, huyện Hassan, bang Karnataka, Ấn Độ.